# Campeonato de Primera B 2007-08 (Argentina)
El Torneo Primera B 2007-08 (oficialmente y por motivos de patrocinio Primera B Efectivo Sí), fue la septuagésima quinta temporada del campeonato de la Primera B de Argentina.
El torneo regular comenzó el 4 de agosto de 2007 y finalizó el 24 de mayo de 2008, coronándose campeón el Club Atlético All Boys con 85 puntos.
Véase también: Anexo:Ascensos y descensos en el fútbol argentino en 2007.
El único nuevo equipo participante fue el ascendido Acassuso, campeón de la Primera C.

## Ascensos y descensos
| Posición | Descendido de la Primera B 2006-07 |
| -------- | ---------------------------------- |
| 22.º     | El Porvenir                        |

| Posición | Ascendido de la Primera C 2006-07 |
| -------- | --------------------------------- |
| Campeón  | Acassuso                          |

| Posición | Ascendido a la Primera B Nacional 2007-08 |
| -------- | ----------------------------------------- |
| Campeón  | Almirante Brown                           |

| Descendidos de la Primera B Nacional 2006-07 |
| -------------------------------------------- |
| No hubo                                      |

- De esta manera, el número de equipos se redujo a 21.

## Equipos participantes
| Equipo                 | Localidad            | Estadio                | Capacidad |
| ---------------------- | -------------------- | ---------------------- | --------- |
| Acassuso               | Boulogne             | La Quema               | 800       |
| All Boys               | Buenos Aires         | Islas Malvinas         | 22 000    |
| Atlanta                | Buenos Aires         | Don León Kolbovsky     | 14 000    |
| Brown de Adrogué       | Adrogué              | Lorenzo Arandilla      | 4 500     |
| Central Córdoba (R)    | Rosario              | Gabino Sosa            | 10 000    |
| Comunicaciones         | Buenos Aires         | Alfredo Ramos          | 3 500     |
| Def. de Cambaceres     | Ensenada             | 12 de Octubre          | 8 500     |
| Defensores de Belgrano | Buenos Aires         | Juan Pasquale          | 10 000    |
| Deportivo Armenio      | Ingeniero Maschwitz  | Armenia                | 10 500    |
| Deportivo Español      | Buenos Aires         | Nueva España           | 32 500    |
| Deportivo Merlo        | Merlo                | José Manuel Moreno     | 7 500     |
| Deportivo Morón        | Morón                | Nuevo Francisco Urbano | 32 000    |
| Estudiantes            | Caseros              | Ciudad de Caseros      | 16 740    |
| Flandria               | Jáuregui             | Carlos V               | 5 000     |
| Los Andes              | Lomas de Zamora      | Eduardo Gallardón      | 36 942    |
| San Telmo              | Dock Sud             | Dr. Osvaldo Baletto    | 5 500     |
| Sarmiento              | Junín                | Eva Perón              | 23 000    |
| Sportivo Italiano      | Ciudad Evita         | República de Italia    | 7 000     |
| Talleres               | Remedios de Escalada | Talleres               | 15 000    |
| Temperley              | Turdera              | Alfredo Beranger       | 22 000    |
| Tristán Suárez         | Tristán Suárez       | 20 de Octubre          | 15 000    |

| 1. |

### Distribución geográfica de los equipos
| Región                                   | Cant. | Equipos |
| ---------------------------------------- | ----- | --- |
| Conurbano bonaerense                     | 12    | Acassuso, Brown de Adrogué, Deportivo Armenio, Deportivo Merlo, Deportivo Morón, Estudiantes (BA), Los Andes, San Telmo, Sportivo Italiano, Talleres, Temperley y Tristán Suárez |
| Ciudad de Buenos Aires                   | 5     | All Boys, Atlanta, Comunicaciones, Defensores de Belgrano y Deportivo Español |
| Interior de la provincia de Buenos Aires | 2     | Flandria y Sarmiento |
| Ciudad de Rosario                        | 1     | Central Córdoba |
| Gran La Plata                            | 1     | Defensores de Cambaceres |

## Formato

### Competición
Se disputó un torneo de 42 fechas por el sistema de todos contra todos, ida y vuelta, quedando un equipo libre por fecha.

### Ascensos
El equipo que más puntos obtuvo se consagró campeón y ascendió directamente. Los equipos ubicados entre el segundo y el noveno puesto de la tabla de posiciones final clasificaron al Torneo reducido, cuyo ganador disputó la promoción contra un equipo de la Primera B Nacional.

### Descensos
El equipo que al finalizar la temporada ocupó el último lugar de la tabla de promedios descendió a la Primera C, mientras que el que obtuvo el segundo peor promedio debió disputar una promoción ante un club de esa categoría.

## Tabla de posiciones
| Pos | Equipo                 | Pts | PJ | PG | PE | PP | GF | GC | DIF |
| --- | ---------------------- | --- | -- | -- | -- | -- | -- | -- | --- |
| 1º  | All Boys               | 85  | 40 | 25 | 10 | 5  | 69 | 29 | +40 |
| 2º  | Deportivo Morón        | 70  | 40 | 19 | 13 | 8  | 55 | 38 | +17 |
| 3º  | Sportivo Italiano      | 69  | 40 | 18 | 15 | 7  | 46 | 32 | +14 |
| 4º  | Atlanta                | 67  | 40 | 19 | 10 | 11 | 56 | 36 | +20 |
| 5º  | Los Andes              | 64  | 40 | 18 | 10 | 12 | 52 | 53 | -1  |
| 6º  | Comunicaciones         | 63  | 40 | 16 | 15 | 9  | 53 | 35 | +18 |
| 7º  | Deportivo Armenio      | 61  | 40 | 15 | 16 | 9  | 53 | 35 | +18 |
| 8º  | Brown (A)              | 60  | 40 | 16 | 12 | 12 | 58 | 48 | +10 |
| 9º  | Sarmiento (J)          | 57  | 40 | 15 | 12 | 13 | 58 | 52 | +6  |
| 10º | Estudiantes            | 54  | 40 | 14 | 12 | 14 | 59 | 52 | +7  |
| 11º | Tristán Suárez         | 54  | 40 | 14 | 12 | 14 | 53 | 53 | 0   |
| 12º | Temperley              | 52  | 40 | 13 | 13 | 14 | 38 | 35 | 3   |
| 13º | Central Córdoba        | 50  | 40 | 13 | 11 | 16 | 39 | 45 | -6  |
| 14º | Flandria               | 49  | 40 | 11 | 16 | 13 | 41 | 45 | -4  |
| 15º | Social Español         | 46  | 40 | 12 | 10 | 18 | 41 | 59 | -18 |
| 16º | Acassuso               | 44  | 40 | 11 | 11 | 18 | 48 | 50 | -2  |
| 17º | Defensores de Belgrano | 43  | 40 | 9  | 16 | 15 | 45 | 61 | -16 |
| 18º | Talleres (RE)          | 43  | 40 | 9  | 16 | 15 | 30 | 46 | -16 |
| 19º | Deportivo Merlo        | 36  | 40 | 7  | 15 | 18 | 38 | 55 | -17 |
| 20º | San Telmo              | 35  | 40 | 9  | 8  | 23 | 43 | 72 | -29 |
| 21º | Cambaceres             | 26  | 40 | 5  | 11 | 24 | 36 | 80 | -44 |

|  | Campeón. Ascendió a la Primera B Nacional.         |
|  | Clasificados para el Torneo Reducido.              |
|  | Ganador del Torneo Reducido. Disputó la promoción. |

## Tabla de Promedios
| Pos | Equipo                   | PJ  | 2005/06 | 2006/07 | 2007/08 | Pts | Promedio |
| --- | ------------------------ | --- | ------- | ------- | ------- | --- | -------- |
| 1º  | Deportivo Morón          | 116 | 56      | 67      | 70      | 193 | 1,664    |
| 2º  | All Boys                 | 116 | 48      | 59      | 85      | 192 | 1,655    |
| 3º  | Estudiantes              | 116 | 51      | 71      | 54      | 176 | 1,517    |
| 4º  | Sarmiento (J)            | 116 | 58      | 60      | 57      | 175 | 1,509    |
| 5º  | Tristán Suárez           | 116 | 44      | 75      | 54      | 173 | 1,491    |
| 6º  | Deportivo Armenio        | 116 | 52      | 54      | 61      | 167 | 1,440    |
| 7º  | Central Córdoba          | 116 | 52      | 64      | 50      | 166 | 1,431    |
| 8º  | Temperley                | 116 | 58      | 54      | 52      | 164 | 1,414    |
| 9º  | Social Español           | 116 | 49      | 58      | 46      | 153 | 1,319    |
| 10º | Atlanta                  | 116 | 46      | 40      | 67      | 153 | 1,319    |
| 11º | Los Andes                | 116 | 35      | 53      | 64      | 152 | 1,310    |
| 12º | Defensores de Belgrano   | 116 | 55      | 50      | 43      | 148 | 1,276    |
| 13º | Comunicaciones           | 116 | 35      | 50      | 63      | 148 | 1,276    |
| 14º | Deportivo Merlo          | 82  | -       | 68      | 36      | 104 | 1,268    |
| 15º | Sportivo Italiano        | 116 | 36      | 42      | 69      | 147 | 1,257    |
| 16º | Flandria                 | 116 | 43      | 46      | 49      | 138 | 1,190    |
| 17º | Brown (A)                | 116 | 25      | 52      | 60      | 137 | 1,181    |
| 18º | Talleres (RE)            | 116 | 51      | 42      | 43      | 136 | 1,172    |
| 19º | Acassuso                 | 40  | -       | -       | 44      | 44  | 1,100    |
| 20º | San Telmo                | 116 | 30      | 56      | 35      | 121 | 1,043    |
| 21º | Defensores de Cambaceres | 116 | 32      | 48      | 26      | 106 | 0,914    |

|  | Jugara la promoción con el ganador del reducido de la Primera C. |
|  | Descendió directamente a la Primera C                            |

## Torneo reducido
Los equipos ubicados del 2° al 9° lugar de la tabla de posiciones participaron del Reducido. El mismo consiste en un torneo por eliminación directa que inicia en la instancia de cuartos de final a partido único, posteriormente se avanza a semifinales (a doble partido) y luego a la Final, que se definirá en partidos de ida y vuelta.
 El equipo que haya finalizado el torneo regular mejor posicionado que su adversario del octogonal tendrá ventaja deportiva, la cual contempla cerrar la serie como local y avance automático de ronda en caso de paridad en cantidad de goles. 
 El equipo que resulte ganador del torneo jugará la promoción por el ascenso a la Primera B Nacional, instancia en la cual deberá enfrentar al equipo directamente afiliado a la AFA que posea el peor promedio, excluyendo a los dos equipos descendidos. En caso de que los dos equipos que terminen en promoción de la Primera B Nacional sean de la misma afiliación a la AFA, el ganador del octogonal jugará con el que finalice en el puesto 18°. Todos estos partidos fueron televisados, a diferencia de la temporada regular, en donde no todos los partidos se pudieron ver por televisión. Los partidos de promoción, tanto contra un equipo del Nacional como contra un equipo de la C fueron televisados también. 
| Deportivo Morón   | 2 - 3 | Sarmiento         | Moron                   | 27 de mayo de 2008 | 15:00 h. (TV) |
| Sportivo Italiano | 1 - 1 | Brown             | República de Italia     | 27 de mayo de 2008 | 21:00 h. (TV) |
| Los Andes         | 3 - 1 | Comunicaciones    | Eduardo Gallardón       | 28 de mayo de 2008 | 15:00 h. (TV) |
| Atlanta           | 0 - 2 | Deportivo Armenio | Ciudad de Vicente López | 28 de mayo de 2008 | 15:00 h. (TV) |

| Semifinales        | Semifinales     | Semifinales       | Semifinales         | Semifinales        | Semifinales     | Semifinales     | Semifinales     | Semifinales     | Semifinales     | Semifinales     | Semifinales     |
| Partidos de ida    | Partidos de ida | Partidos de ida   | Partidos de ida     | Partidos de ida    | Partidos de ida | Partidos de ida | Partidos de ida | Partidos de ida | Partidos de ida | Partidos de ida | Partidos de ida |
| Local              | Resultado       | Visitante         | Estadio             | Fecha              | Hora (UTC-3)    |                 |                 |                 |                 |                 |                 |
| ------------------ | --------------- | ----------------- | ------------------- | ------------------ | --------------- | --------------- | --------------- | --------------- | --------------- | --------------- | --------------- |
| Sarmiento          | 0 - 2           | Sportivo Italiano | Eva Perón           | 31 de mayo de 2008 | 13:30 h. (TV)   |                 |                 |                 |                 |                 |                 |
| Deportivo Armenio  | 0 - 0           | Los Andes         | Armenia             | 1 de junio de 2008 | 11:30 h. (TV)   |                 |                 |                 |                 |                 |                 |
| Partidos de vuelta |                 |                   |                     |                    |                 |                 |                 |                 |                 |                 |                 |
| Local              | Resultado       | Visitante         | Estadio             | Fecha              | Hora (UTC-3)    |                 |                 |                 |                 |                 |                 |
| Sportivo Italiano  | 1 - 0           | Sarmiento         | República de Italia | 3 de junio de 2008 | 19:30 h. (TV)   |                 |                 |                 |                 |                 |                 |
| Los Andes          | 1 - 0           | Deportivo Armenio | Eduardo Gallardón   | 4 de junio de 2008 | 15:00 h. (TV)   |                 |                 |                 |                 |                 |                 |

| Los Andes                                                             | 1 - 1 | Sportivo Italiano | Eduardo Gallardón   | 7 de junio de 2008  | 15:00 h. (TV) |
| Sportivo Italiano                                                     | 0 - 1 | Los Andes         | República de Italia | 16 de junio de 2008 | 15:00 h. (TV) |
| Los Andes accede a disputar la Promoción con resultado global de 1-2. |       |                   |                     |                     |               |

## Distinciones individuales
- All Boys quedó primero con 15 puntos de diferencia del segundo.
- All Boys quedó invicto de local y fue el equipo que menos derrotas tuvo en el torneo (5)
- All Boys quedó primero en venta de entradas y tuvo el récord de localidades vendidas en un partido (8.569, vs. Flandria en la fecha 38)
- Nicolás Cambiasso fue el arquero que menos goles recibió en el torneo.
- All Boys fue el primer campeón sin público visitante.

## Campeón
| Club Atlético All Boys |

## Goleadores
| Jugador              | Jugador     | Goles | Equipo      |
| -------------------- | ----------- | ----- | ----------- |
| Bandera de Argentina | Juan Martín | 29    | Estudiantes |

## Temporadas disputadas
| Campeonatos disputados            | Campeonatos disputados  | Campeonatos disputados  |
| Campeonato de Primera B           | Campeonato de Primera B | Campeonato de Primera B |
| --------------------------------- | ----------------------- | ----------------------- |
| Campeonato 1986/87                | Campeonato 1989/90      | Campeonato 1992/93      |
| Campeonato 1987/88                | Campeonato 1990/91      |                         |
| Campeonato 1988/89                | Campeonato 1991/92      |                         |
| Torneo Apertura y Torneo Clausura |                         |                         |
| Apertura 1993                     | Apertura 1995           | Apertura 1997           |
| Clausura 1994                     | Clausura 1996           | Clausura 1998           |
| Apertura 1994                     | Apertura 1996           | Apertura 1998           |
| Clausura 1995                     | Clausura 1997           | Clausura 1999           |
| Campeonato de Primera B           |                         |                         |
| Campeonato 1999-00                | Campeonato 2000-01      | Campeonato 2001-02      |
| Torneo Apertura y Torneo Clausura |                         |                         |
| Apertura 2002                     | Apertura 2004           | Apertura 2006           |
| Clausura 2003                     | Clausura 2005           | Clausura 2007           |
| Apertura 2003                     | Apertura 2005           |                         |
| Clausura 2004                     | Clausura 2006           |                         |
| Campeonato de Primera B           |                         |                         |
| Campeonato 2007-08                | Campeonato 2010-11      | Campeonato 2013-14      |
| Campeonato 2008-09                | Campeonato 2011-12      |                         |
| Campeonato 2009-10                | Campeonato 2012-13      |                         |